# Бадия
Бадѝя (на италиански и на ладински: Badia; на немски: Abtei, Абтай) е община в Северна Италия, автономна провинция Южен Тирол, автономен регион Трентино-Южен Тирол. Разположена е на 1315 m надморска височина. Населението на общината е 3461 души (към 2010 г.).
Административен център на общината е село Педрачес (на италиански и на ладински: Pedraces; на немски: Pedratsches, Педрачес).

## Език
Официални общински езици са и италианският и немският. Най-голямата част от населението говори обаче други романски език, ладинският, който е официален на общинското ниво заедно с другите две.
| %     | Роден език      |
| 4,17  | Италиански език |
| 1,76  | Немски език     |
| 94,07 | Ладински език   |